# Araneus aubertorum
Araneus aubertorum är en spindelart som beskrevs av Lucien Berland 1938. Araneus aubertorum ingår i släktet Araneus och familjen hjulspindlar. Inga underarter finns listade i Catalogue of Life.